# Todd Blackadder
Todd Julian Blackadder (Rangiora, 20 settembre 1971) è un ex rugbista a 15 e allenatore di rugby a 15 neozelandese, già seconda linea dei Crusaders e dal 2019 allenatore del Brave Lupus in Japan Rugby League One, nonché 12 volte internazionale per gli All Blacks.

## Biografia
Nato a Rangiroa, nella regione di Canterbury, Blackadder disputò nel 1991 la sua stagione d'esordio nella prima squadra della federazione della sua regione, e nel 1996, divenuto professionista, entrò nella neoformata franchise dei Canterbury Crusaders, con i quali vinse tre titoli consecutivi del Super 12, dal 1998 al 2000.
Alla fine della sua esperienza in patria, nel 2001, Blackadder si trasferì in Scozia negli Edinburgh Gunners, formazione professionistica che si apprestava a disputare la Celtic League.
Nel 2004, ancora giocatore, assunse l'incarico tecnico di allenatore in seconda della Nazionale scozzese per il periodo del tour in Australia; al rientro dal tour fu giocatore-allenatore in seconda di Edimburgo per la stagione stagione successiva di Celtic League.
Nel 2004, ancora giocatore, assunse l'incarico tecnico di allenatore in seconda della Nazionale scozzese per il periodo del tour in Australia; al rientro dal tour fu giocatore-allenatore in seconda di Edimburgo per la stagione successiva di Celtic League.
Nel 2005 cessò la sua attività agonistica e tornò in Nuova Zelanda con l'incarico di supervisore alla nascita della federazione rugbistica provinciale di Tasman, nata dalla fusione delle union di Nelson Bay e Marlborough; nel 2006 entrò nello staff tecnico dei Crusaders e un anno più tardi gli fu affidata la prima squadra di Tasman.
Nel 2008, infine, fu scelto per rimpiazzare Robbie Deans alla guida dei Crusaders, incarico detenuto a tutto il Super Rugby 2014.

## Palmarès

### Giocatore
- Super 12: 3
Crusaders: 1998, 1999, 2000
- National Provincial Championship: 1
Canterbury: 2001

### Allenatore
- Japan Rugby League One: 1
Toshiba Brave Lupus: 2023-24